# Willi
Willi, nekadašnja skupina Maidu Indijanaca koji su živjeli u okrugu Sutter u Kaliforniji. Raniji autori navodili su za njih imena Willem (Chever, 1871) i Willie (Wozencraft, 1853). Swanton ovaj naziv navodi pod Northwestern ili Konkow Maidu